# Tecali de Herrera
Tecali de Herrera là một đô thị thuộc bang Puebla, México. Năm 2005, dân số của đô thị này là 18181 người.